# 楊珙 (永樂進士)
楊珙（14世紀—15世紀），字廷瑞，南直隸松江府上海縣人，明朝政治人物。

## 生平
永樂十五年（1417年），楊珙中式應天府鄉試解元，次年（1418年）聯捷進士，獲授庶吉士，十九年（1421年）擢任為編修，不久因患病辭官回鄉。他個性孝順，千方百計把原本因任官下葬在靈寶縣的祖父楊德亨之靈柩遷葬回上海縣；祖母蔡氏信奉佛教，死前命令他火葬其遺體，他以不合禮節而依舊採用土葬。
楊珙死後無子，只有外孫高博。

## 紀念
上海縣曾有為楊珙所立之解元坊。

## 引用
1. 1 2  同治《上海縣志·卷十八·人物一》：楊珙，字廷瑞，凝重穎敏，永樂十五年舉鄉試第一，明年成進士，改庶吉士授編修，以疾告歸。性至孝，以祖德亨從宦葬陝州之靈寶，百方規畫，卒返其柩；祖母蔡佞佛，臨終遺言用浮屠法火葬，珙曰：「非治命也。」卒棺斂如禮。珙卒無子，高博其外孫也。
2. ↑  同治《上海縣志》·卷十五·選舉表上：（永樂）十五年丁酉科（舉人） 楊珙 府學解元，見進士……十六年戊戌科李騏榜（進士） 楊珙 有傳
3. ↑  《明太宗文皇帝實錄·卷二百三十九》：（永樂十九年七月）丙寅擢翰林院庶吉士周敘、尹鳳岐、習嘉言、楊珙、陳詢俱為本院編脩……
4. ↑  清嘉慶《松江府志·卷三》